# Decolonizzazione

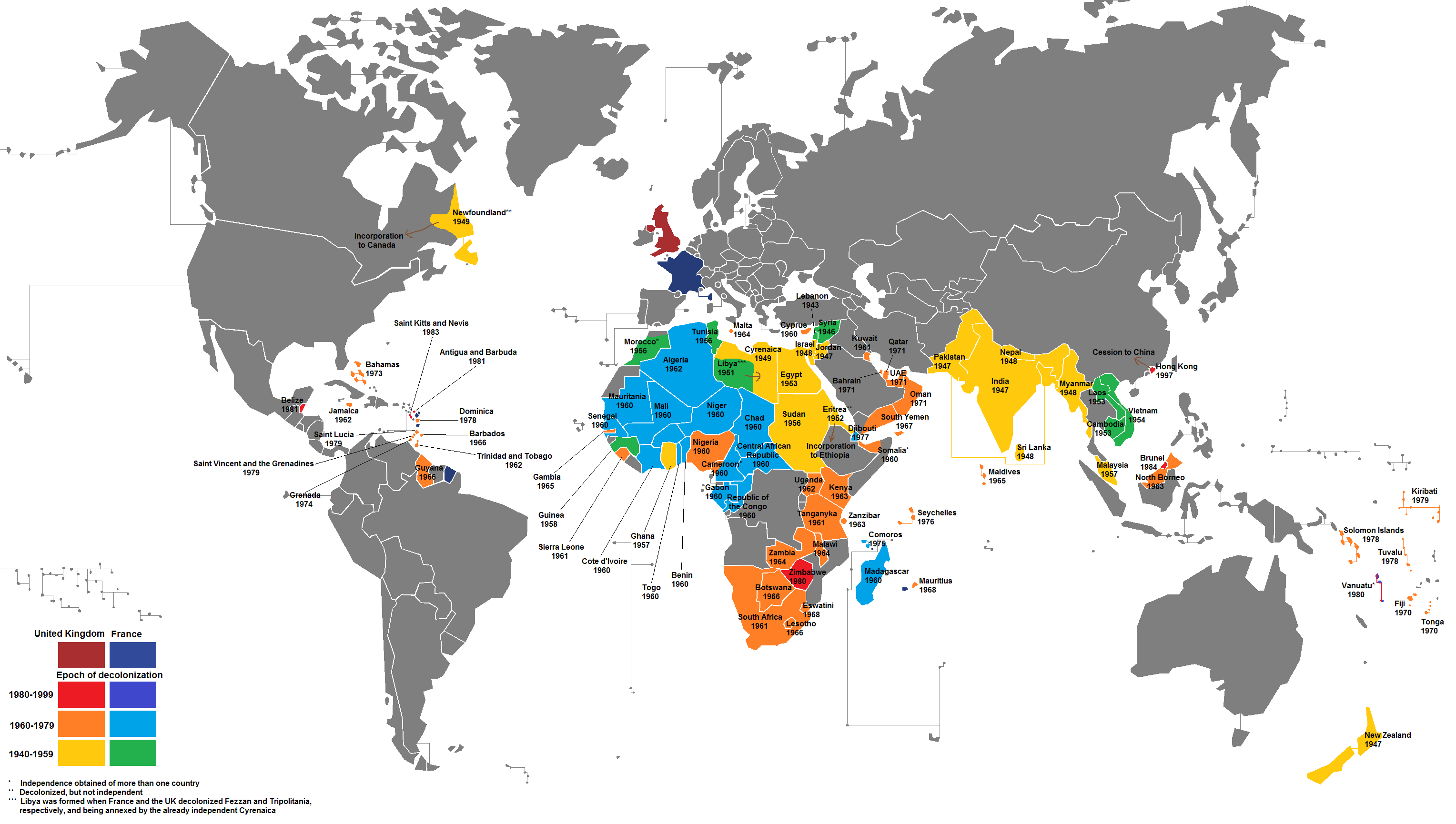
Mappa con gli anni dell'ottenimento dell'indipendenza per le ex colonie inglesi e francesi nel XX secolo

La decolonizzazione è un processo con cui un territorio sottoposto a dominazione coloniale ottiene l’indipendenza dal Paese ex colonizzatore e/o viene consegnato al suo stato nazionale già indipendente. In un significato più ampio si intende anche il processo attraverso cui un ex Stato coloniale (che ha formalmente ottenuto l’indipendenza politica) tende a raggiungere un’autonomia maggiore liberandosi delle residue ingerenze politiche ed economiche del paese ex colonizzatore.
Tale processo storicamente ha i suoi inizi tra la fine dell'età moderna e gli inizi dell'età contemporanea (XVIII e XIX secolo), fu circoscritto al continente americano ed iniziò con la rivoluzione americana (1765-1783) per poi terminare con le guerre d'indipendenza ispanoamericane (1808-1833) e la guerra d'indipendenza cubana (1895-1898). Questa fase del processo coinvolse per la maggior parte gli imperi portoghese e spagnolo che persero tutte le loro colonie americane, ma interessò in parte anche alcuni territori inglesi (negli Stati Uniti d'America) e francesi (ad Haiti). A differenza delle successive fasi di decolonizzazione del XX secolo, a battersi per l'indipendenza nelle colonie furono i discendenti dei coloni europei anziché dei nativi, con l'eccezione della rivoluzione haitiana.
La seconda fase del processo di decolonizzazione fu circoscritta al Medio Oriente durante periodo interbellico tra prima e seconda guerra mondiale. Questa fase fu segnata dall'esito della grande guerra che ha portato alla dissoluzione dell'Impero ottomano e dal diffondersi del nazionalismo arabo. Gli inglesi riconobbero unilateralmente l'indipendenza del Regno d'Egitto nel 1922 in cambio del contributo degli egiziani agli sforzi bellici dell'Intesa durante la guerra, ma di fatto continuarono ad occupare il Paese fino agli anni '50. Al crollo dell'Impero ottomano il Regno dello Yemen (1918) e l'Arabia Saudita (1927) ottennero direttamente l'indipendenza senza prima venire dominati dagli europei, mentre i restanti territori arabi ottomani furono spartiti da Francia e Regno Unito, tra i quali vi fu la Mesopotamia in cui gli Inglesi crearono il Regno d'Iraq a cui venne riconosciuta l'indipendenza del 1932.
L'ultima fase di decolonizzazione iniziò col secondo dopoguerra e si protrasse fino a poco dopo la fine della guerra fredda. Durante questa fase avvenne la scomparsa della quasi totalità degli imperi coloniali col progressivo ottenimento dell'indipendenza da parte di quasi tutte le loro colonie in ogni continente.

## XVIII-XIX secolo
La prima fase di decolonizzazione dei possedimenti coloniali europei si ebbe tra XVIII e XIX secolo e coinvolse esclusivamente il continente americano, partendo dagli Stati Uniti d'America (la cui rivoluzione fu poi d'ispirazione ai rivoluzionari latinoamericani) ed Haiti che ottennero l'indipendenza dagli imperi britannico e francese, fino alla quasi interezza dell'America Latina con le guerre d'indipendenza ispanoamericane e la guerra d'indipendenza brasiliana che causarono la secessione della maggior parte dei territori degli imperi spagnolo e portoghese dell'epoca. Quasi tutte le rivoluzioni separatiste di questo periodo furono scatenate dai coloni bianchi di origine europea che abitavano nelle colonie, quella di Haiti invece è stata l'unica eccezione dove la rivoluzione iniziò invece come rivolta antischiavista degli schiavi neri e non dei coloni di origine europea. In questa fase di decolonizzazione tutte le potenze coloniali si opposero con la forza ai tentativi di secessione delle proprie colonie mentre talvolta supportavano le ribellioni separatiste negli imperi coloniali rivali.

### Rivoluzione haitiana

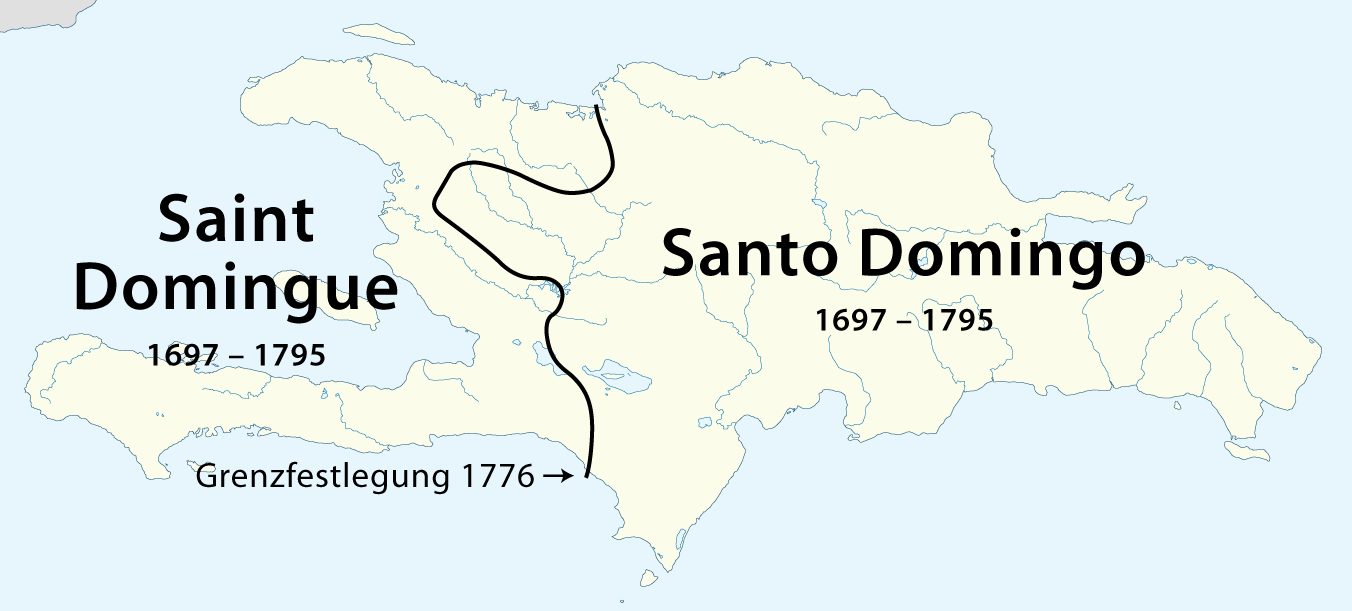
L'isola di Hispaniola divisa tra una parte occidentale sotto dominio francese ed una orientale appartenente alla Spagna

Sul finire del XVIII secolo l'isola di Hispaniola, situata nell'arcipelago delle Antille nell'America centrale caraibica, era divisa in una parte orientale, appartenente alla Spagna, ed una occidentale appartenente alla Francia (colonia di Saint-Domingue), in entrambe si praticava la coltivazione di piantagioni (soprattutto di zucchero, cotone, indaco e caffè) lavorate da schiavi neri portati dall'Africa. Nella metà francese la composizione razziale era circa 500.000 neri (schiavi), 28.000 mulatti e neri liberi, a fronte di 30.000 coloni bianchi. Nonostante l'avvento della rivoluzione francese ispirata dai valori illuministi di uguaglianza tra gli uomini, la quale portò alla pubblicazione nel 1789 della dichiarazione dei diritti dell'uomo e del cittadino, nelle colonie francesi la schiavitù e le discriminazioni razziali non vennero abolite. Il primo scontro nacque tra i mulatti (insieme ai neri liberi) che chiedevano un'estensione verso di loro dei diritti dei bianchi, i quali però si opponevano a ciò. Ma è nell'agosto 1791 che la crisi assunse dimensioni enormi con la rivolta degli schiavi neri che causò nell'intera Isola scontri e massacri da entrambe le parti in lotta. Gli insorti vennero guidati da Toussaint Louverture e furono supportati militarmente da Spagna e Regno Unito.
Nel marzo 1792 l'assemblea nazionale francese, per cercare di risolvere la questione, approvò l'estensione dell'eguaglianza giuridica ai mulatti, ma tale provvedimento fu tardivo in quanto ormai il problema principale non erano più i mulatti, bensì i ribelli neri che costituivano la stragrande maggioranza della popolazione nella colonia. Il commissario francese Léger-Félicité Sonthonax fu mandato sull'isola per riprenderne il controllo e nell'agosto 1793, per far cessare la rivolta, proclamò l'abolizione della schiavitù e tale decisione fu ratificata nel febbraio 1794 dalla convenzione nazionale francese. Dopo il provvedimento abolizionista, il leader degli insorti Louverture giurò fedeltà alla Francia e si mosse contro le truppe spagnole e inglesi sull'isola.
Nel 1798 Louverture divenne l'effettivo leader della colonia di Saint-Domingue ma quando nel 1801 promulgò una costituzione autonomista, l'allora governo francese con a capo Napoleone Bonaparte decise di mandare delle truppe a riprendere possesso della colonia; nel 1802 fu ristabilita la schiavitù. Louverture fu arrestato e portato in Francia ma la spedizione militare non ebbe successo e nel 1803 le truppe si ritirarono, nel 1804 i ribelli proclamarono l'indipendenza dalla Francia e l'evento fu subito seguito da un massacro della popolazione bianca da parte degli ex insorti; la schiavitù tuttavia fu abolita solo nel 1848.

### Rivoluzioni latinoamericane

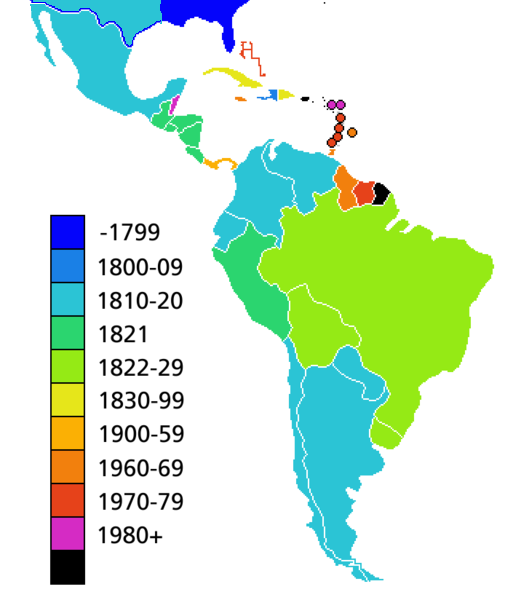
Mappa dell'America centrale, meridionale e caraibica con gli anni di ottenimento dell'indipendenza dei vari Paesi (con i confini attuali)

Ad inizio XVIII secolo nell'America centrale e meridionale sotto il controllo spagnolo e portoghese (che controllavano quasi totalmente le regioni) le società erano dominate da una classe di bianchi discendenti dei coloni europei ma nati in America (creoli) e quando in seguito alla campagna di Napoleone in Spagna (1808-1809) il Paese iberico viene occupato dai francesi, nelle colonie spagnole americane le élite ceroli locali ne approfittano per ottenere l'indipendenza dalla madrepatria; essi erano ispirati politicamente dalla rivoluzione americana e dalla rivoluzione francese. La decolonizzazione dei domini coloniali spagnoli portarono ad una serie di conflitti raggruppati sotto la definizione di "guerre d'indipendenza ispanoamericane".
Nel 1810 a Caracas venne formata una giunta di governo (Junta Suprema de Caracas) che nel 1811 dichiarò l'indipendenza della Repubblica del Venezuela. In seguito scoppiarono rivolte in altre zone latinoamericane supportate dal Regno Unito che voleva sostituire il dominio spagnolo e portoghese nell'area con la propria influenza commerciale. Alcune delle più importanti persone che contribuirono a tali rivolte furono José de San Martín che inizialmente operò nel sud dell'area sudamericana proclamando l'indipendenza di Argentina e Cile (rispettivamente in 1816 e 1818), e Simón Bolívar che operò nel nord proclamando l'indipendenza della Gran Colombia nel 1819.
Nel 1820 in seguito ad una crisi politica in Spagna che portò a dei moti culminati col triennio liberale spagnolo, la posizione dei rivoluzionari ceroli si rafforzò e nel 1821 ottennero l'indipendenza il Messico e la Repubblica Federale del Centro America. Nel 1824 fu il Perù ad ottenere l'indipendenza. Tra 1822 e 1825 fu anche il Brasile a raggiungere l'indipendenza in seguito ad una guerra col Portogallo.

## XX secolo
Le due guerre mondiali sono state seguite nel primo e secondo dopoguerra da fasi di decolonizzazione. La grande guerra fu seguita da una parziale decolonizzazione degli ex territori dell'Impero ottomano in Medio Oriente dovuta anche alla diffusione del nazionalismo arabo che le potenze dell'Intesa sfruttarono in funzione anti-turca.

### Primo dopoguerra

#### Paesi che hanno ottenuto l'indipendenza dalle potenze coloniali

##### Iraq
Il concetto di Iraq come entità geografica autonoma si andò formando alla fine della grande guerra come unione delle ex divisioni amministrative ottomane (vilayet) di Mossul, di Basra, di Baghdad ed in parte di Zor nella zona della Mesopotamia. Fu il Regno Unito ad occupare la zona dell'Iraq nella prima guerra mondiale e nell'aprile 1920 esso ottenne il mandato della Mesopotamia dalla Società delle Nazioni in seguito alla conferenza di San Remo, ma la mancata creazione di uno stato indipendente nell'area causò un'insurrezione anti-britannica che costrinse il Regno Unito ad impiegare 65.000 truppe per reprimere la rivolta. L'episodio tuttavia convinse il governo inglese a rivedere la propria politica in Medio Oriente e l'allora ministro inglese delle colonie Winston Churchill aveva intenzione di ridurre la presenza militare inglese nell'area.
Alla conferenza del Cairo del 1921 gli inglesi offrirono il trono dell'Iraq a Faysal I (il quale guidò la rivolta araba anti-ottomana del 1916-1918) e col trattato anglo-iracheno del 1922 stabilirono delle condizioni per esercitare un potere indiretto sull'Iraq, quali la presenza di un alto commissario, l'assegnazione di consiglieri nel governo, il diritto inglese ad assistere l'esercito ed a mantenere una propria presenza militare nel Paese. Il trattato del 1922 sarebbe dovuto durare 20 anni ma tale scadenza fu accorciata a 10 con un protocollo del 1923. Nel 1925 fu promulgata la costituzione irachena che definiva lo stato una monarchia parlamentare e con i trattati anglo-iracheni del 1926 e del 1927 la presa inglese sul Paese diminuì. Col trattato del 1930 veniva siglata un'alleanza di 25 anni tra Iraq e Regno Unito, fu previsto che in politica estera ambo le parti si sarebbero dovute consultare sulle questioni potenzialmente contrarie agli interessi comuni dei due e non si sarebbero potute adottare politiche in contrasto con l'alleanza, la presenza militare inglese nel Paese fu ridotta ma agli inglesi restava il diritto di passaggio delle truppe sul suolo iracheno, veniva previsto anche che il Regno Unito avrebbe riconosciuto la piena indipendenza dell'Iraq solo quando sarebbe entrato nella Società delle Nazioni, evento che avvenne nell'ottobre 1932 e che segnò la fine del mandato britannico ed il formale ottenimento dell'indipendenza per il Regno dell'Iraq.

### Seconda guerra mondiale
Impero giapponese
     Territori reclamati dal Giappone e dai suoi Stati cliente e alleati

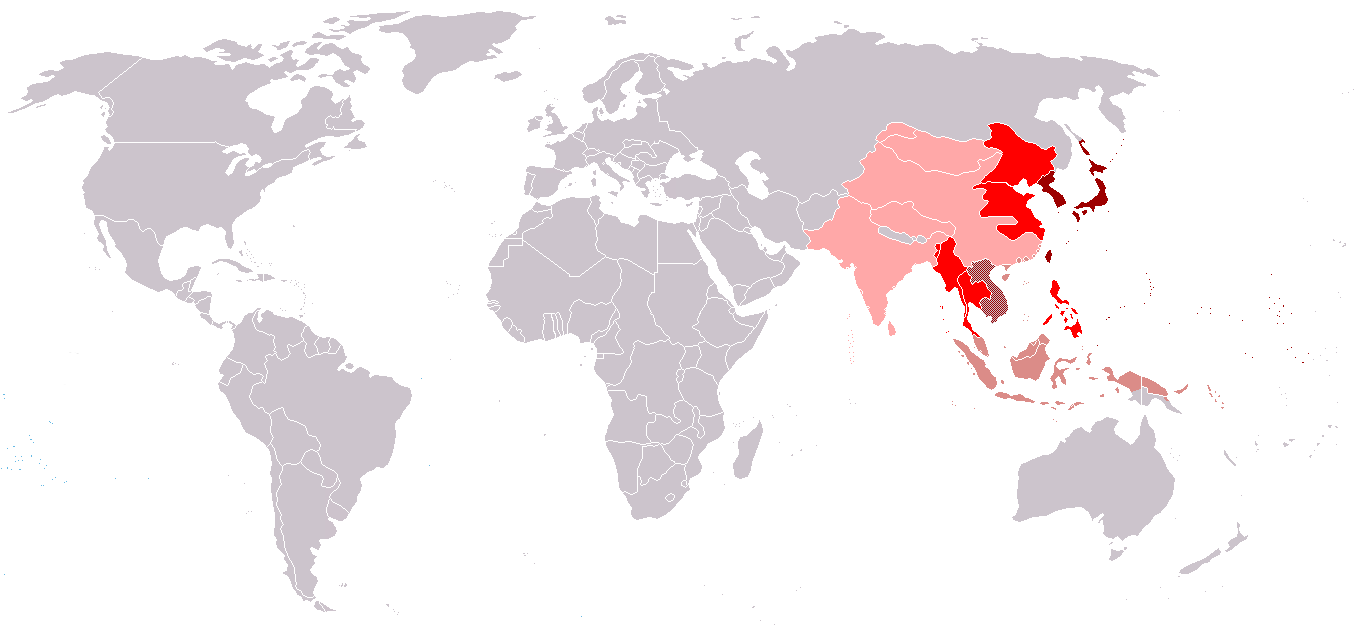
Stati membri della conferenza della Grande Asia orientale
Impero giapponese Altri territori occupati dal Giappone
Territori reclamati dal Giappone e dai suoi Stati cliente e alleati

Nel teatro pacifico della seconda guerra mondiale l'Impero giapponese che era già impegnato in una invasione della Cina dal 1937 e in guerre di confine con l'Unione Sovietica, il 7 dicembre 1941 attaccò la base militare statunitense di Pearl Harbor iniziando le ostilità verso gli Stati Uniti d'America ed il giorno dopo iniziò le ostilità anche verso il Regno Unito e la Thailandia. Durante il corso della guerra i giapponesi invasero vari possedimenti coloniali europei e statunitensi in Asia: Hong Kong, Malesia, Birmania e parte dell'India al Regno Unito, le Indie orientali olandesi ai Paesi Bassi e le Filippine agli Stati Uniti. Durante l'occupazione di questi territori il Giappone adottò una retorica anti-colonialista e supportò i movimenti nazionalisti nelle colonie occupate in funzione anti-europea e anti-statunitense tramite la creazione di unità militari collaborazioniste e la formazione di Stati indipendenti (de facto stati fantoccio giapponesi) all'interno di un progetto geopolitico pan-Asiatico chiamato "sfera di co-prosperità della Grande Asia orientale" che ambiva alla creazione di un blocco a guida giapponese di Stati asiatici liberi sia dall'imperialismo sovietico che dal colonialismo occidentale.
Alcuni piccoli territori dell'Indocina francese furono annessi dalla Thailandia in seguito alla guerra franco-thailandese nel 1941 sotto pressione del Giappone, e nel 1945 l'Indocina francese fu spartita poco prima della fine della guerra tra i neonati stati fantoccio giapponesi del Regno di Cambogia, Regno del Laos e Impero del Vietnam, nel 1943 furono creati Stati fantoccio anche nelle Filippine, in Birmania e in India.

### Secondo dopoguerra e guerra fredda

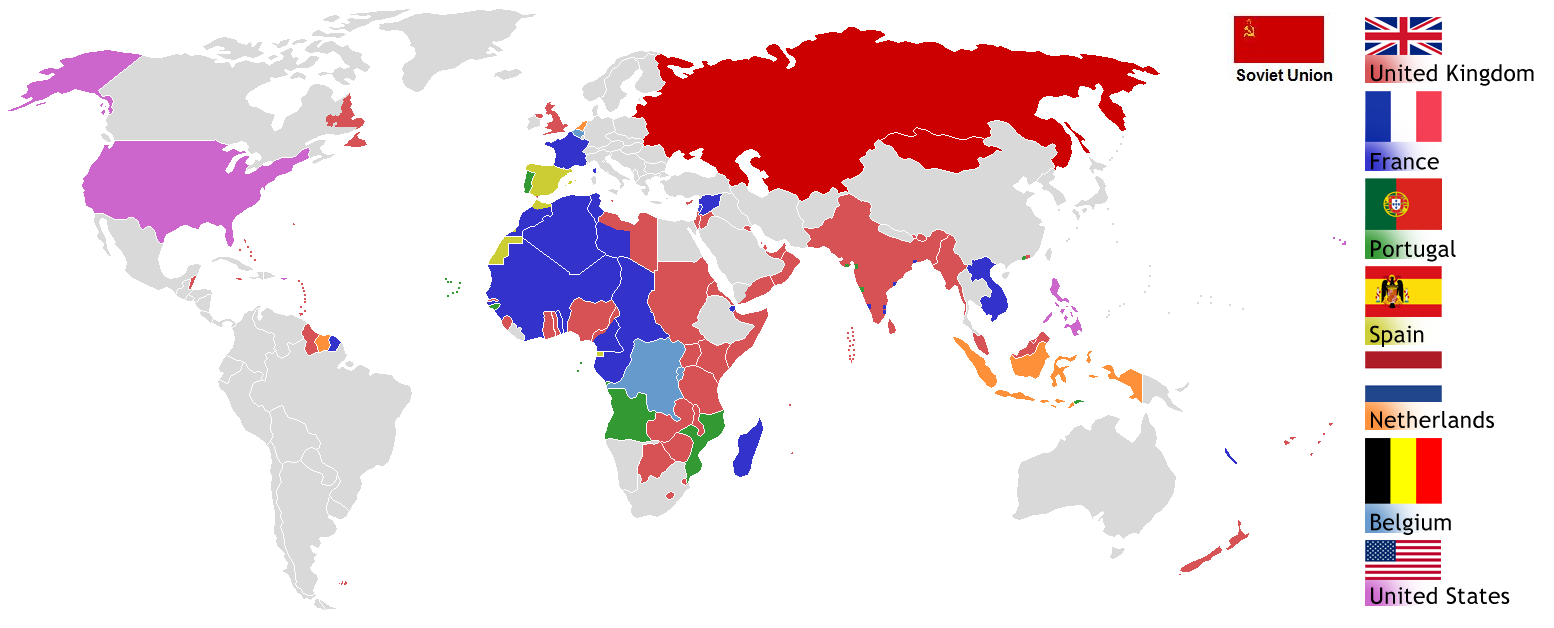
Imperi coloniali nel 1945

La seconda guerra mondiale ebbe un ruolo fondamentale nel processo di decolonizzazione in quanto le conseguenze della guerra portarono a una situazione in cui la maggior parte dei territori degli imperi coloniali europei ottenne l'indipendenza. Ciò che lo rese un evento fondamentale per la decolonizzazione fu innanzitutto il fatto che le potenze coloniali sfruttarono intensamente risorse umane e materiali delle colonie al fine di sostenere il proprio sforzo bellico ma senza concedergli niente in cambio. La guerra favorì quindi la diffusione di sentimenti nazionalisti e la radicalizzazione delle loro rivendicazioni nei confronti dei Paesi dominatori. Inoltre le potenze coloniali europee si trovarono economicamente e militarmente fortemente indebolite dalla guerra.
Nel secondo dopoguerra gli Stati Uniti d'America e l'Unione Sovietica emersero come le due maggiori superpotenze del mondo attorno a cui si formarono dei blocchi (blocco occidentale filo-statunitense, blocco orientale filo-sovietico e terzo mondo non allineato) composti dai Paesi delle zone di occupazione tra alleati occidentali (USA, Regno Unito, Francia) e l'URSS, creando una divisione che in Europa ricalcava la cortina di ferro e in Asia la cortina di bambù. La rivalità ideologica (capitalismo contro comunismo) e geopolitica tra le due superpotenze diede inizio alla guerra fredda, la quale si combatté sul piano diplomatico, economico e militare anche sui territori coloniali ed ex coloniali.
L'Unione Sovietica sostenne una retorica ideologica che legava anticolonialismo ed anticapitalismo facendo leva sul fatto che gli stati coloniali europei fossero tutti capitalisti e filo-americani, dando inoltre una chiave di lettura razziale alla lotta di classe facendo riferimento alle disuguaglianze giuridiche ed economiche delle colonie tra nativi e discendenti bianchi dei coloni europei (in favore di quest'ultimi). L'URSS supportò sul piano politico, economico e militare (fornendo armamenti, addestramento e aiuti di vario tipo) i movimenti di liberazione anti-coloniali ad essa ideologicamente affini, con l'obiettivo di danneggiare gli interessi degli Stati coloniali occidentali e di far ottenere l'indipendenza a Paesi che avrebbero adottato forme di governo socialista gradite all'URSS e con una politica estera filo-sovietica ed anti-americana. Oltre all'Unione Sovietica, anche altri Paesi comunisti in giro per il mondo supportarono i movimenti anti-coloniali, come Cuba, i membri Patto di Varsavia più la Jugoslavia in Europa orientale, Corea del Nord e Repubblica Popolare Cinese in Asia. La crisi sino-sovietica segnò un grave inasprimento dei rapporti tra URSS e Cina comunista a partire dal 61', ciò causò talvolta tra le varie conseguenze nella politica estera dei due Paesi, quella del supportare ognuno dei diversi movimenti anti-coloniali e rivoluzionari anche in rivalità e lotta tra loro, sia durante la fase di decolonizzazione, come nella guerra d'indipendenza dell'Angola, che durante le guerre civili che spesso scoppiarono durante e immediatamente dopo l'indipendenza, come nella guerra civile in Rhodesia; tale linea fu evidente anche durante guerre convenzionali tra i Paesi recentemente decolonizzati come la guerra dell'Ogaden tra Somalia ed Etiopia.
Gli Stati Uniti, prendendo anch'essi atto delle enormi difficoltà (esacerbate dai sovietici) degli europei a mantenere il controllo delle loro colonie, analogamente all'URSS appoggiarono anche loro il processo di decolonizzazione in funzione dei propri interessi geopolitici, supportando l'indipendenza di Paesi con forme di governo e politica estera affini al blocco occidentale. Gli USA sostennero questa linea facendo pressione sui governi europei affinché concedessero pacificamente l'indipendenza alle proprie colonie prima che i sovietici riuscissero a fargliela ottenere con la forza dando supporto a movimenti di liberazione comunisti che avrebbero dato vita a governi anti-occidentali. Tuttavia vi furono delle eccezioni, per pragmatismo anti-comunista gli USA sostennero la Francia nella lotta contro i movimenti di liberazione comunisti sostenuti dal blocco orientale nella guerra d'Indocina, inoltre vi sono sospetti che gli USA abbiano aiutato l'organisation armée secrète tramite l'operazione Gladio durante la guerra d'Algeria.

#### Decolonizzazione per area
La decolonizzazione può essere suddivisa in tre fasi principali: la prima ebbe inizio negli anni Quaranta e vide la decolonizzazione del subcontinente indiano e di gran parte del Sud-Est asiatico; la seconda fase è identificabile negli anni Cinquanta, quando l'indipendenza fu conquistata dagli stati dell'Africa settentrionale; la terza e ultima fase ebbe inizio negli anni Sessanta quando la decolonizzazione si verificò con particolare rapidità e intensità, nell'Africa subsahariana.

##### Africa

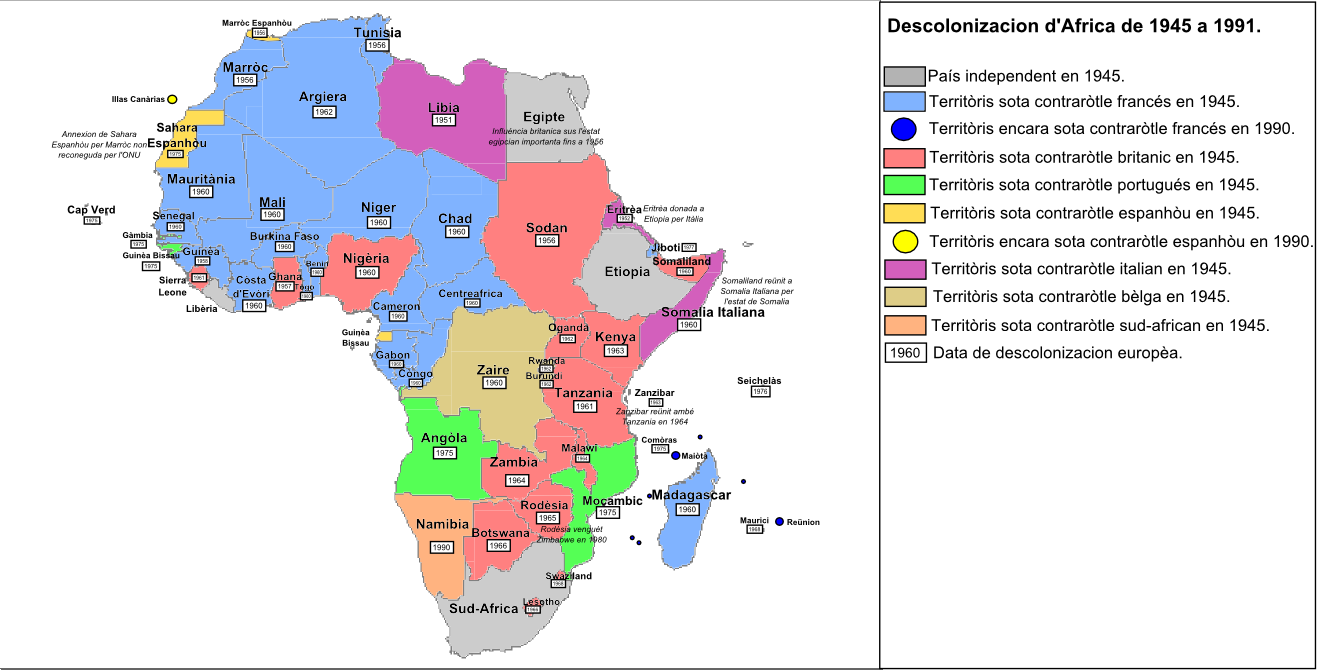
Mappa della decolonizzazione africana per data e impero

#### Il ruolo dell'ONU
L'ONU svolse un ruolo fondamentale nella storia della decolonizzazione, che può essere considerato sproporzionato rispetto alle clausole dello Statuto delle Nazioni Unite, adottato a San Francisco il 26 giugno del 1945, i cui principi in materia coloniale erano molto moderati e restrittivi. La Carta del 1945 riconosceva l'esistenza di territori “non-self-governing” (non autonomi). Gli ex-mandati divennero territori sotto “tutela” (concetto simile a quello del “mandato”) attribuendo ai governi coloniali il carattere di amministratori fiduciari temporanei; la novità stava nel fatto che il Consiglio di tutela dell'ONU aveva il diritto di ispezione, per accertare i progressi compiuti verso l'indipendenza.
La Libia e la Somalia italiane furono poste sotto questo statuto, mentre gli ex possedimenti giapponesi e specialmente la Corea rappresentarono un caso a parte. Per quanto riguarda i territori “non-self-governing”, la Carta delle Nazioni Unite obbligava le potenze coloniali a “promuovere il progresso delle loro popolazioni” e a tenere aggiornata l'ONU. La Francia, ottenne inoltre che fosse vietato all'ONU “ogni intervento negli affari di esclusiva competenza nazionale degli stati”: si trattava del famoso “articolo 2, paragrafo 7” della Carta, di cui la Francia avrebbe fatto largo uso (e che era già presente nel patto della Società delle Nazioni).
Il ruolo dell'ONU nel processo di decolonizzazione fu inizialmente marginale, soprattutto per quanto riguarda la prima ondata di decolonizzazioni; ma dal momento in cui le ex-colonie divennero un numero sempre maggiore all'interno dell'ONU, con una conseguente influenza sempre maggiore nelle decisioni dell'Organizzazione, in quanto da 23 membri afroasiatici del 1955 divennero 46 nel 1960 e 70 (più della metà) alla fine del 1971. Le ex-colonie poterono esprimersi, ancor prima di diventare la maggioranza, il 14 dicembre del 1960 quando, con il sostegno dei paesi dell'Est, fu adottata una dichiarazione sulla concessione dell'indipendenza ai popoli e ai paesi coloniali. Questa dichiarazione (risoluzione 1514 - XV del 14 dicembre 1960), conosciuta come la Dichiarazione sulla decolonizzazione, proclamò che il colonialismo doveva essere portato a termine rapidamente e incondizionatamente. La Dichiarazione, che inizialmente era solo una risoluzione dell'Assemblea Generale, diventò un Comitato, composto da 17 membri (24, nel 1962). Nacque così il Comitato di decolonizzazione dell'ONU con il compito di monitorare l'attuazione della Dichiarazione e formulare raccomandazioni sulla sua applicazione. Il testo della Dichiarazione, afferma che la sottomissione dei popoli, il loro dominio e il loro sfruttamento costituisce una negazione dei diritti umani fondamentali in contrasto con la Carta delle Nazioni Unite e impedisce la promozione della pace nel mondo e la cooperazione. Il Comitato di decolonizzazione dell'ONU, è un organo non previsto dalla Carta delle Nazioni Unite, ma dotato di una struttura permanente, con sottocomitati, una segreteria e missioni con relazioni “ad hoc”.
Le ex colonie si sono “servite” del sistema ONU, creando strutture nuove attente ai loro problemi. Tra le creazioni più importanti volute dai paesi decolonizzati, oltre al comitato per la decolonizzazione, troviamo infatti l'UNCTAD (congresso delle nazioni unite sul commercio e lo sviluppo), l'UNDP (programma delle nazioni unite per lo sviluppo) e l'UNIDO (l'organizzazione delle nazioni unite per lo sviluppo industriale). I paesi decolonizzati, inoltre, dominarono i dibattiti dell'assemblea generale e il voto delle risoluzioni e si accaparrarono alcuni organi specializzati come l'ILO e l'UNESCO, dai quali, nel 1984, Gran Bretagna e Stati Uniti si sono ritirati, stanchi delle rituali diatribe contro le malefatte dell'imperialismo occidentale.

#### Conseguenze
Dopo aver conquistato l'indipendenza e dopo aver smaltito l'euforia per averla ritrovata o appena ottenuta, rimaneva in molte ex-colonie la necessità di costruire uno stato, ossia di definire una strategia di sviluppo e di acquisizione di legittimità internazionale. Tutto ciò risultava più facile a tutti quei paesi che avevano già alle spalle una storia nazionale; tutti gli altri, soprattutto i giovani stati africani, finirono spesso per essere influenzati dall'ex potenza coloniale. Quello che non mancava a nessun paese, però, erano i simboli fondatori della sovranità: all'indomani dell'indipendenza ogni stato aveva una propria bandiera, un inno nazionale, un motto, delle giornate commemorative e una lingua nazionale (quest'ultima risultò essere in molti casi una decisione delicata). Vennero inoltre nella maggior parte dei casi rivisti anche i toponimi, non solo riguardanti i nomi degli stati, ma anche quelli delle città, delle vie e delle piazze; con l'obiettivo di creare una nuova identità,differente (almeno in apparenza) da quella di colonia.
Questo sfoggio dei simboli di rottura fu attenuato dall'adesione ufficiale ai valori democratici, che aveva implicato la lotta per l'indipendenza. Salvo eccezioni, la pluralità delle opinioni e dei partiti, il suffragio universale e la separazione dei poteri vennero garantiti da costituzioni ispirate dall'ex potenza coloniale: di tipo parlamentare per gli ex possedimenti britannici e, semi-presidenziale per le ex colonie francesi. Sfortunatamente, tranne qualche raro caso (tra cui l'India), i regimi costituzionali generati dalla decolonizzazione ripiegarono sull'autocrazia, senza nessuna garanzia di stabilità politica. Questa situazione fu causata da diversi fattori, alcuni ereditati dall'epoca coloniale, altri legati alle strutture etniche e sociali dei paesi in questione: il sentimento nazionale non era accompagnato da una tradizione statale preesistente, l'arbitrarietà dei confini (tracciati dai colonizzatori) portò a una debole coesione degli stati multietnici o multi-religiosi, le masse rurali e urbane scarsamente alfabetizzate erano controllate da una borghesia avida di potere.
Tra i nuovi leader, pochi furono quelli che riuscirono ad affrontare nel modo giusto i problemi imposti dall'indipendenza. Nonostante quelle che potevano essere le buone intenzioni e le loro esperienze di ciascuno dei nuovi leader, essi si trovarono ad affrontare enormi difficoltà, tra cui quella di creare un sentimento di unità nazionale e assicurare un miglioramento economico del paese. Questi compiti erano spesso al di sopra della loro portata, così che i risultati furono spesso deludenti e al di sotto delle aspettative dei diversi segmenti di popolazione.
Il risultato di un'indipendenza frettolosa e in molti casi immatura portò alla maggior parte dei paesi decolonizzati: disordini, oppressioni, colpi di stato e dittature militari, repressioni di minoranze etniche e religiose; con il conseguente aumento della povertà e della disoccupazione urbana. Nei nuovi stati le economie risultarono deludenti, con la conseguente rovina delle infrastrutture. Ci furono ovviamente delle eccezioni come l'India, dove un certo livello di democrazia (ma non certamente l'economia) venne attuata, mentre Singapore, Taiwan, Hong Kong e inizialmente anche Corea del Nord furono la prova di economie che funzionavano in modo eccellente a discapito però, della politica.
I problemi economici nelle ex colonie erano spesso dovuti alla precedente trasformazione della loro economia, quando ancora colonie, la madrepatria impose loro la produzione di materie prime (agricole o minerarie) ad essa necessarie a discapito dei prodotti di prima necessità. All'indomani della decolonizzazione il risultato fu che la crescita economica veniva anteposta allo sviluppo economico e, nell'intento di generare nuove risorse finanziarie per lo stato, s'incoraggiava l'aumento della produzione “coloniale”, anziché la diversificazione economica o, cosa ancora più urgente, la garanzia di raccolti sufficienti a soddisfare le esigenze del consumo interno. L'esportazione dei loro prodotti a basso costo e l'importazione dei prodotti di prima necessità a prezzi molto alti fece sì che il debito pubblico di questi paesi lievitasse e diventassero sempre più dipendenti dal resto del mondo.
Tra le varie ipotesi per spiegare il mancato miglioramento dei risultati economici dopo l'indipendenza c'è il neocolonialismo, che vede il capitale straniero utilizzato per lo sfruttamento, anziché per il progresso, delle parti meno sviluppate del mondo.

##### Relazioni tra ex colonie ed ex colonizzatori

###### Organizzazioni postcoloniali

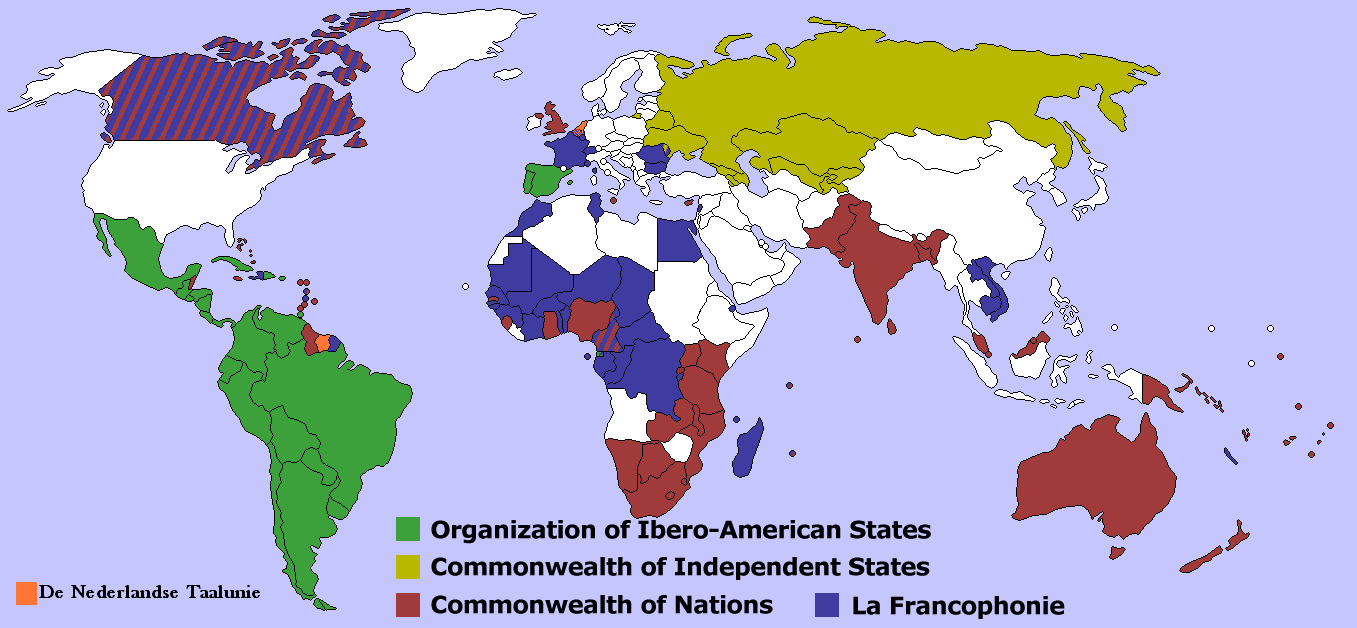
Organizzazioni postcoloniali

Le ex potenze coloniali legarono a sé le ex colonie tramite organizzazioni internazionali.
| Ex potenza coloniale         | Organizzazione                                  | Date (nascita/scioglimento) | Ambiti                           | Paesi membri | Ex colonie |
| ---------------------------- | ----------------------------------------------- | --------------------------- | -------------------------------- | ------------ | ---------- |
| Regno Unito                  | Commonwealth delle nazioni                      | 1931                        | Politico, culturale ed economico | 54           | 50         |
| Francia                      | Unione francese                                 | 1946-1958                   | Politico                         | 31           | 22         |
| Francia                      | Comunità francese                               | 1958-1995                   | Politico                         | 24           | 15         |
| Francia                      | Organizzazione internazionale della francofonia | 1970                        | Culturale                        | 54           | 24         |
| Francia, Spagna e Portogallo | Unione latina                                   | 1954-2012                   | Culturale                        | 36           | 27         |
| Spagna e Portogallo          | Organizzazione degli Stati ibero-americani      | 1949                        | Cooperazione                     | 23           | 20         |
| Spagna e Portogallo          | Vertice Iberoamericano                          | 1991                        | Politico, culturale ed economico | 22           | 19         |
| Portogallo                   | Comunità dei Paesi di lingua portoghese         | 1996                        | Culturale                        | 9            | 7          |
| Russia                       | Comunità degli Stati Indipendenti               | 1991                        | Politico, economico e militare   | 9            | 8          |
| Russia                       | Unione economica eurasiatica                    | 2015                        | Economico                        | 5            | 4          |
| Stati Uniti d'America        | Commonwealth                                    | 1952                        | Politico, economico e militare   | 2            | 2          |
| Stati Uniti d'America        | Trattato di Libera Associazione                 | 1986                        | Politico, economico e militare   | 4            | 3          |
| Paesi Bassi                  | Unión Países Bajos-Indonesia                    | 1949-1956                   | Politico                         | 2            | 1          |
| Paesi Bassi                  | Unione linguistica nederlandese                 | 1980                        | Culturale                        | 3            | 1          |

## Territori attualmente non decolonizzati
La decolonizzazione formalmente durò una trentina d'anni, dall'immediato dopoguerra (1945) all'indipendenza delle colonie portoghesi (1974). Tuttavia durante gli anni '70 e '80 ci furono ancora molte altre dichiarazioni d'indipendenza, che passarono per lo più inosservate e che non è agevole considerare facenti parte del processo di decolonizzazione. In molti casi, infatti, si trattò dei cosiddetti “coriandoli d'impero”, divenuti microstati, che non avevano una vera e propria indipendenza e che finirono per integrarsi in sistemi più ampi. Si possono individuare tre zone distinte che videro sviluppare questo fenomeno: i Caraibi, l'Oceano Indiano e il Pacifico meridionale.
La riscoperta delle culture caraibiche, con la conseguente rinascita di una coscienza nazionalista, ha portato gli ex possedimenti caraibici olandesi e inglesi a reclamare la propria indipendenza. I possedimenti britannici più numerosi andavano dall'America centrale (Belize) a quella meridionale (Guyana): la prima divenne indipendente nel 1981 mentre l'altra nel 1966. Gli anni successivi videro diverse indipendenze: Barbados (1966), Bahamas (1973), Grenada (1974), Suriname (1975), Dominica (1978), Saint Lucia (1979), Saint Vincent e Grenadine (1980), Antigua e Barbuda (1981), Saint Kitts e Nevis (1983).
I possedimenti dell'Oceano Indiano videro l'indipendenza a partire dal 1968, quando furono decolonizzate l'isola di Mauritius e le Maldive; nel 1975 fu la volta dell'arcipelago delle Comore (tranne Mayotte) e nel 1976 delle Seychelles.
L'Oceania era stata sottoposta alla colonizzazione europea, americana e (fino al 1945) giapponese. Il Regno Unito fece il primo passo rendendo indipendenti le Figi e le Tonga nel 1975, Tuvalu (ex isole Ellice) e le isole Salomone nel 1978, Kiribati (ex isole Gilbert) nel 1979. Nel 1980 venne abolito il co-dominio franco-britannico delle Nuove Ebridi, dando vita allo Stato di Vanuatu. L'Australia rese indipendente l'isola di Nauru nel 1968 e Papua Nuova Guinea nel 1975, la Nuova Zelanda proclamò indipendenti le Samoa occidentali nel 1976 e gli Stati Uniti resero indipendenti gli Stati Federati di Micronesia e le Isole Marshall nel 1986 e le isole Palau nel 1994.
Il processo di decolonizzazione, tuttavia non può ancora essere ritenuto completato, perché stati come la Francia rinviano ancora oggi la concessione dell'indipendenza completa ai loro restanti possedimenti, e in diversi casi l'indipendenza viene democraticamente rifiutata dagli abitanti dei territori d'oltremare francesi, come è accaduto nei referendum del 2018 e del 2020 in Nuova Caledonia, o nel referendum del 2010 in Guyana francese.|titolo=L'ONU continua a segnalare ancora qualche decina di isole e territori rimasti sotto la sovranità straniera: oltre al caso dei Dipartimenti d'oltremare}} e dei Territori d'oltremare francesi (DOM-TOM) e a quello dei Caraibi olandesi, il Regno Unito fa ancora sventolare la Union Jack su una quindicina di territori dipendenti, tra cui le isole Falkland (dove dopo la guerra in un referendum il 96% dei votanti scelse di restare nel Regno Unito), Bermuda (dove in un referendum del 1995 il 73,6% dei votanti si espresse per restare nel Regno Unito), Anguilla, Gibilterra, Sant'Elena, le isole della Georgia del Sud, mentre tra i possedimenti statunitensi, oltre a quelli nell'Oceano Pacifico, tra i quali vi sono le isole Hawaii, che nel 1959 vennero annesse cinquantesimo stato dell'Unione, è ancora da definire lo stato di Porto Rico, che nel 2012, dopo un referendum approvato dal 61% degli elettori, ha iniziato l'iter per divenire il 51º stato degli USA.